# Euphorbia lucida
Euphorbia lucida là một loài thực vật có hoa trong họ Đại kích. Loài này được Waldst. & Kit. mô tả khoa học đầu tiên năm 1802.

## Hình ảnh

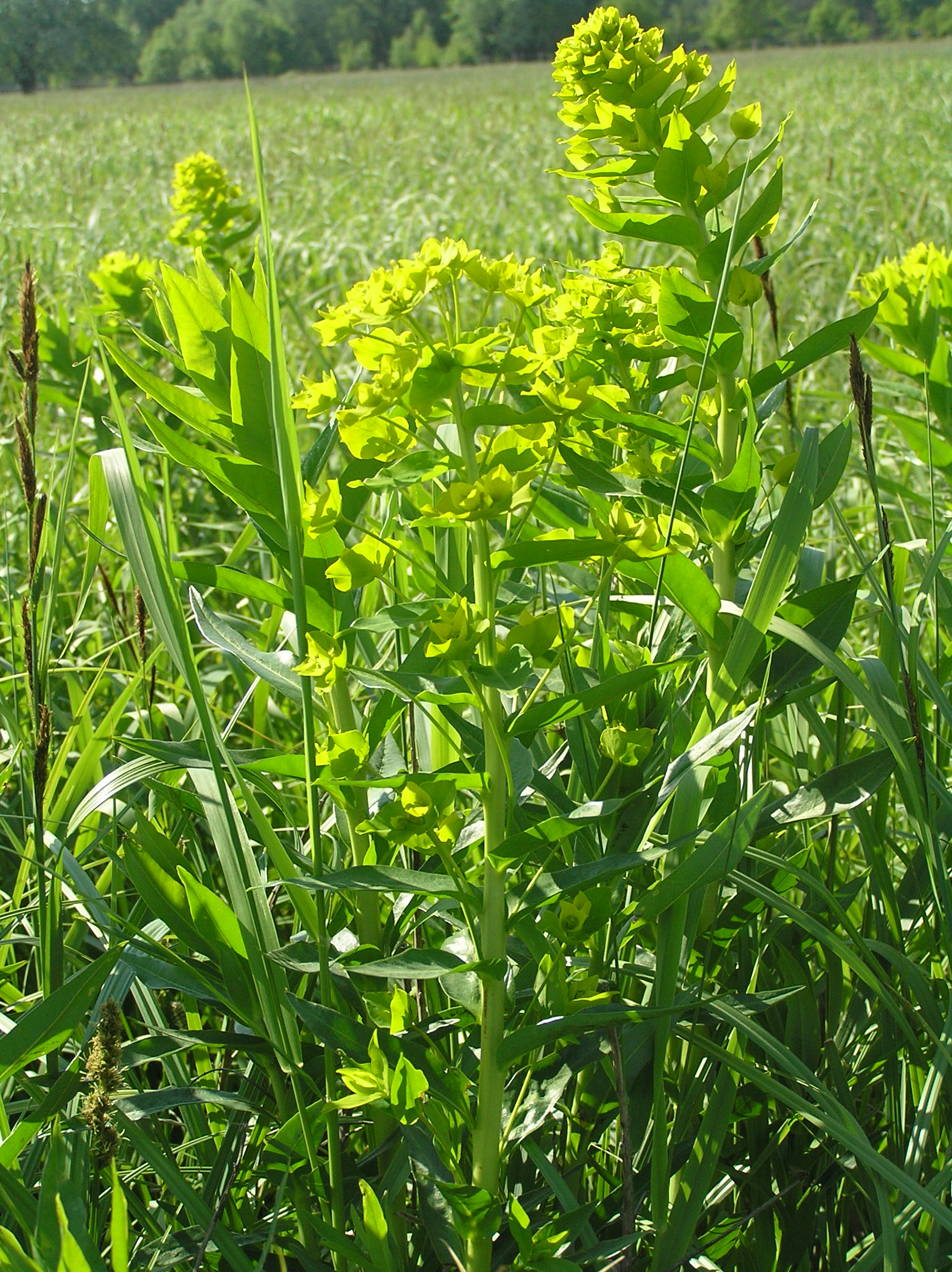
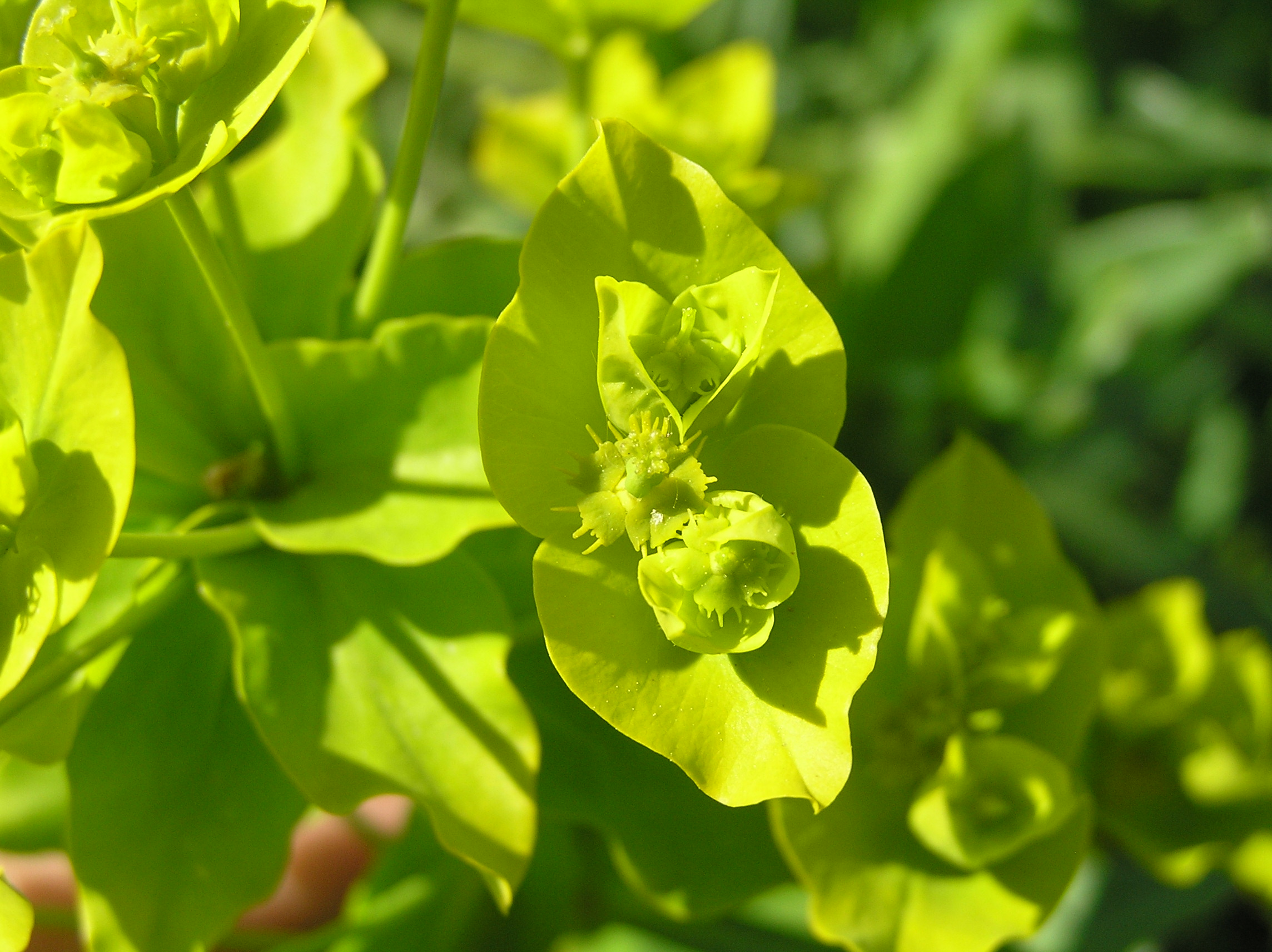